# Séries éliminatoires de la Coupe Stanley 1932
Année précédente Année suivante
Les séries éliminatoires de la Coupe Stanley 1932 font suite à la saison 1931-1932 de la Ligue nationale de hockey. Les Maple Leafs de Toronto remportent la Coupe Stanley après avoir battu en finale les Rangers de New York sur le score de 3 matchs à 0.

## Contexte et déroulement des séries
Les premiers de chaque division se rencontrent au meilleur des 5 matches, le vainqueur étant qualifié ensuite directement pour la finale de la Coupe Stanley. Les deuxièmes de chaque division se rencontrent tout comme les troisièmes, en 2 matches. Le gagnant est décidé au nombre de buts marqués. Les vainqueurs se rencontrent, encore en 2 matches et au nombre de buts inscrits, pour décider de l'équipe qualifiée pour la finale qui se joue au meilleur des 5 matches.

## Tableau récapitulatif
|  | Quarts de finale       | Quarts de finale       | Quarts de finale       | Quarts de finale       |                        |                        | Demi-finales          | Demi-finales          | Demi-finales          | Demi-finales          |  |  | Finale                  | Finale                  | Finale                  | Finale                  |
|  |                        |                        |                        |                        |                        |                        |                       |                       |                       |                       |  |  |                         |                         |                         |                         |
|  |                        |                        |                        |                        |                        |                        | 24, 26, 27 et 30 mars | 24, 26, 27 et 30 mars | 24, 26, 27 et 30 mars | 24, 26, 27 et 30 mars |  |  | 3, 5, 9, 11 et 14 avril | 3, 5, 9, 11 et 14 avril | 3, 5, 9, 11 et 14 avril | 3, 5, 9, 11 et 14 avril |
|  |                        |                        |                        |                        |                        |                        | 24, 26, 27 et 30 mars | 24, 26, 27 et 30 mars | 24, 26, 27 et 30 mars | 24, 26, 27 et 30 mars |  |  | 3, 5, 9, 11 et 14 avril | 3, 5, 9, 11 et 14 avril | 3, 5, 9, 11 et 14 avril | 3, 5, 9, 11 et 14 avril |
|  |                        |                        |                        |                        |                        |                        | 24, 26, 27 et 30 mars | 24, 26, 27 et 30 mars | 24, 26, 27 et 30 mars | 24, 26, 27 et 30 mars |  |  | 3, 5, 9, 11 et 14 avril | 3, 5, 9, 11 et 14 avril | 3, 5, 9, 11 et 14 avril | 3, 5, 9, 11 et 14 avril |
|  |                        |                        |                        |                        |                        |                        | 24, 26, 27 et 30 mars | 24, 26, 27 et 30 mars | 24, 26, 27 et 30 mars | 24, 26, 27 et 30 mars |  |  | 3, 5, 9, 11 et 14 avril | 3, 5, 9, 11 et 14 avril | 3, 5, 9, 11 et 14 avril | 3, 5, 9, 11 et 14 avril |
|  |                        |                        |                        |                        |                        |                        | 24, 26, 27 et 30 mars | 24, 26, 27 et 30 mars | 24, 26, 27 et 30 mars | 24, 26, 27 et 30 mars |  |  | 3, 5, 9, 11 et 14 avril | 3, 5, 9, 11 et 14 avril | 3, 5, 9, 11 et 14 avril | 3, 5, 9, 11 et 14 avril |
|  | Canadiens de Montréal  | Canadiens de Montréal  | 1                      | 1                      |                        |                        |                       |                       |                       |                       |  |  | 3, 5, 9, 11 et 14 avril | 3, 5, 9, 11 et 14 avril | 3, 5, 9, 11 et 14 avril | 3, 5, 9, 11 et 14 avril |
|  | Canadiens de Montréal  | Canadiens de Montréal  | 1                      | 1                      |                        |                        |                       |                       |                       |                       |  |  | 3, 5, 9, 11 et 14 avril | 3, 5, 9, 11 et 14 avril | 3, 5, 9, 11 et 14 avril | 3, 5, 9, 11 et 14 avril |
|  |                        |                        | Rangers de New York    | Rangers de New York    | 3                      | 3                      |                       |                       |                       |                       |  |  | 3, 5, 9, 11 et 14 avril | 3, 5, 9, 11 et 14 avril | 3, 5, 9, 11 et 14 avril | 3, 5, 9, 11 et 14 avril |
|  |                        |                        |                        |                        | 3                      | 3                      |                       |                       |                       |                       |  |  | 3, 5, 9, 11 et 14 avril | 3, 5, 9, 11 et 14 avril | 3, 5, 9, 11 et 14 avril | 3, 5, 9, 11 et 14 avril |
|  |                        | 29 et 31 mars          |                        |                        |                        |                        |                       |                       |                       |                       |  |  | 3, 5, 9, 11 et 14 avril | 3, 5, 9, 11 et 14 avril | 3, 5, 9, 11 et 14 avril | 3, 5, 9, 11 et 14 avril |
|  |                        |                        |                        |                        |                        |                        |                       |                       |                       |                       |  |  | 3, 5, 9, 11 et 14 avril | 3, 5, 9, 11 et 14 avril | 3, 5, 9, 11 et 14 avril | 3, 5, 9, 11 et 14 avril |
|  | Rangers de New York    | Rangers de New York    | 0                      | 0                      |                        |                        |                       |                       |                       |                       |  |  |                         |                         |                         |                         |
|  | Rangers de New York    | Rangers de New York    | 0                      | 0                      | 27 et 29 mars          |                        |                       |                       |                       |                       |  |  |                         |                         |                         |                         |
|  |                        |                        | Maple Leafs de Toronto | Maple Leafs de Toronto | 3                      | 3                      |                       |                       |                       |                       |  |  |                         |                         |                         |                         |
|  | Black Hawks de Chicago | Black Hawks de Chicago | Maple Leafs de Toronto | Maple Leafs de Toronto | 3                      | 3                      | 2                     | 2                     |                       |                       |  |  |                         |                         |                         |                         |
|  | Black Hawks de Chicago | Black Hawks de Chicago |                        |                        |                        |                        |                       |                       |                       |                       |  |  |                         |                         |                         |                         |
|  | Maple Leafs de Toronto | Maple Leafs de Toronto | 6                      | 6                      |                        |                        |                       |                       |                       |                       |  |  |                         |                         |                         |                         |
|  | Maple Leafs de Toronto | Maple Leafs de Toronto | 6                      | 6                      | Maple Leafs de Toronto | Maple Leafs de Toronto | 4                     | 4                     |                       |                       |  |  |                         |                         |                         |                         |
|  | 27 et 29 mars          |                        |                        |                        | Maple Leafs de Toronto | Maple Leafs de Toronto | 4                     | 4                     |                       |                       |  |  |                         |                         |                         |                         |
|  |                        |                        | Maroons de Montréal    | Maroons de Montréal    | 3                      | 3                      |                       |                       |                       |                       |  |  |                         |                         |                         |                         |
|  | Falcons de Détroit     | Falcons de Détroit     | Maroons de Montréal    | Maroons de Montréal    | 3                      | 3                      | 1                     | 1                     |                       |                       |  |  |                         |                         |                         |                         |
|  | Falcons de Détroit     | Falcons de Détroit     |                        |                        |                        |                        |                       | 1                     |                       |                       |  |  |                         |                         |                         |                         |
|  | Maroons de Montréal    | Maroons de Montréal    | 3                      | 3                      |                        |                        |                       |                       |                       |                       |  |  |                         |                         |                         |                         |
|  | Maroons de Montréal    | Maroons de Montréal    | 3                      | 3                      |                        |                        |                       |                       |                       |                       |  |  |                         |                         |                         |                         |
|  |                        |                        |                        |                        |                        |                        |                       |                       |                       |                       |  |  |                         |                         |                         |                         |

## Résultats détaillés

### Quarts de finale

#### Black Hawks de Chicago contre Maple Leafs de Toronto
Après avoir perdu le premier match à Chicago 1-0 sur un blanchissage de Chuck Gardiner, les Maple Leafs gagnent largement la deuxième rencontre à domicile 6-1 et se qualifient pour la demi-finale.
| 27 mars | Chicago | 1-0 (0-0, 0-0, 1-0) | Toronto | Chicago Stadium 16 000 spectateurs |

| Feuille de match | Feuille de match     | Feuille de match | Feuille de match | Feuille de match                |
| ---------------- | -------------------- | ---------------- | ---------------- | ------------------------------- |
|                  | Lowrey — 47 min 12 s | 1-0              |                  | Arbitrage : Daigneault Cleghorn |
| Gardiner         | Gardiens             | Chabot           |                  | Arbitrage : Daigneault Cleghorn |
|                  |                      |                  |                  | Arbitrage : Daigneault Cleghorn |
|                  |                      |                  |                  | Arbitrage : Daigneault Cleghorn |

| 29 mars | Toronto | 6-1 (2-0, 3-0, 1-1) | Chicago | Maple Leaf Gardens 13 000 spectateurs |

| Feuille de match | Feuille de match | Feuille de match            | Feuille de match      | Feuille de match                |
| ---------------- | --- | --------------------------- | --------------------- | ------------------------------- |
|                  | Day — 8 min 33 s Conacher (Primeau) — 9 min 56 s Gracie (Finnigan) — 26 min 8 s Conacher (Primeau) — 32 min 44 s Finnigan — 36 min 9 s Cotton (Bailey, Darragh) — 59 min 30 s | 1-0 2-0 3-0 4-0 5-0 5-1 6-1 | Coulter — 49 min 45 s | Arbitrage : Daigneault Cleghorn |
| Chabot           | Gardiens | Gardiner                    |                       | Arbitrage : Daigneault Cleghorn |
|                  | |                             |                       | Arbitrage : Daigneault Cleghorn |
|                  | |                             |                       | Arbitrage : Daigneault Cleghorn |

#### Falcons de Détroit contre Maroons de Montréal
| 27 mars | Détroit | 1-1 (1-0, 0-1, 0-0) | Montréal | Olympia Stadium 12 982 spectateurs |

| Feuille de match | Feuille de match      | Feuille de match | Feuille de match          | Feuille de match             |
| ---------------- | --------------------- | ---------------- | ------------------------- | ---------------------------- |
|                  | Sorrell — 11 min 10 s | 1-0 1-1          | Northcott (Ward) — 21 min | Arbitrage : Hewitson Goodman |
| Alex Connell     | Gardiens              | Flat Walsh       |                           | Arbitrage : Hewitson Goodman |
|                  |                       |                  |                           | Arbitrage : Hewitson Goodman |
|                  |                       |                  |                           | Arbitrage : Hewitson Goodman |

| 29 mars | Montréal | 2-0 (0-0, 1-0, 1-0) | Détroit | Forum de Montréal 11 500 spectateurs |

| Feuille de match | Feuille de match                              | Feuille de match | Feuille de match | Feuille de match             |
| ---------------- | --------------------------------------------- | ---------------- | ---------------- | ---------------------------- |
|                  | Ward — 38 min Smith (Northcott) — 59 min 29 s | 1-0 2-0          |                  | Arbitrage : Hewitson Goodman |
| Flat Walsh       | Gardiens                                      | Alex Connell     |                  | Arbitrage : Hewitson Goodman |
|                  |                                               |                  |                  | Arbitrage : Hewitson Goodman |
|                  |                                               |                  |                  | Arbitrage : Hewitson Goodman |

### Demi-finales

#### Canadiens de Montréal contre Rangers de New York
| 24 mars | Montréal | 4-3 (1-1, 1-1, 2-1) | New York | Forum de Montréal 12 000 spectateurs |

| Feuille de match | Feuille de match                                                                                 | Feuille de match            | Feuille de match                                                                                            | Feuille de match           |
| ---------------- | ------------------------------------------------------------------------------------------------ | --------------------------- | --- | -------------------------- |
|                  | Morenz (Mondou) — 15 min 49 s Joliat — 21 min 17 s Gagnon — 47 min Lépine (Gagnon) — 15 min 11 s | 1-0 1-1 2-1 2-2 3-2 4-2 4-3 | Bu. Cook (Seibert) — 18 min 53 s Bi. Cook (Boucher) — 27 min 12 s Bi. Cook (Boucher, Keeling) — 56 min 57 s | Arbitrage : Stewart Rodden |
| Hainsworth       | Gardiens                                                                                         | Roach                       | | Arbitrage : Stewart Rodden |
|                  |                                                                                                  |                             | | Arbitrage : Stewart Rodden |
|                  |                                                                                                  |                             | | Arbitrage : Stewart Rodden |

| 26 mars | Montréal | 3-4 (3 pr) (1-0, 1-1, 1-2, 0-0, 0-0, 0-1) | New York | Forum de Montréal 13 500 spectateurs |

| Feuille de match | Feuille de match                                                                        | Feuille de match            | Feuille de match                                                                                              | Feuille de match           |
| ---------------- | --------------------------------------------------------------------------------------- | --------------------------- | --- | -------------------------- |
|                  | Larochelle (Mondou) — 5 min 48 s Joliat — 22 min 31 s Mondou (Larochelle) — 40 min 33 s | 1-0 2-0 2-1 3-1 3-2 3-3 3-4 | Seibert — 30 min 50 s Keeling (Dillon) — 44 min 24 s Johnson — 48 min 50 s Bu. Cook (Bi. Cook) — 119 min 33 s | Arbitrage : Rodden Stewart |
| Hainsworth       | Gardiens                                                                                | Roach                       | | Arbitrage : Rodden Stewart |
|                  |                                                                                         |                             | | Arbitrage : Rodden Stewart |
|                  |                                                                                         |                             | | Arbitrage : Rodden Stewart |

| 27 mars | New York | 1-0 (0-0, 1-0, 0-0) | Montréal | Madison Square Garden 16 000 spectateurs |

| Feuille de match | Feuille de match    | Feuille de match | Feuille de match | Feuille de match           |
| ---------------- | ------------------- | ---------------- | ---------------- | -------------------------- |
|                  | Heller — 22 min 8 s | 1-0              |                  | Arbitrage : Stewart Rodden |
| Roach            | Gardiens            | Hainsworth       |                  | Arbitrage : Stewart Rodden |
|                  |                     |                  |                  | Arbitrage : Stewart Rodden |
|                  |                     |                  |                  | Arbitrage : Stewart Rodden |

| 29 mars | New York | 5-2 (0-0, 3-2, 2-0) | Montréal | Madison Square Garden 16 000 spectateurs |

| Feuille de match | Feuille de match | Feuille de match            | Feuille de match                                     | Feuille de match           |
| ---------------- | --- | --------------------------- | ---------------------------------------------------- | -------------------------- |
|                  | Heller — 28 min 54 s Heller — 33 min 1 s Bi. Cook (Bu. Cook, Boucher) — 32 min 21 s Dillon (Murdoch) — 51 min 36 s Keeling (Somers) — 58 min 14 s | 1-0 2-0 3-0 3-1 3-2 4-2 5-2 | Larochelle (Leduc) — 37 min 22 s Leduc — 39 min 10 s | Arbitrage : Rodden Stewart |
| Roach            | Gardiens | Hainsworth                  |                                                      | Arbitrage : Rodden Stewart |
|                  | |                             |                                                      | Arbitrage : Rodden Stewart |
|                  | |                             |                                                      | Arbitrage : Rodden Stewart |

#### Maple Leafs de Toronto contre Maroons de Montréal
| 31 mars | Montréal | 1-1 (0-1, 0-0, 1-0) | Toronto | Forum de Montréal 12 000 spectateurs |

| Feuille de match | Feuille de match                     | Feuille de match | Feuille de match                | Feuille de match             |
| ---------------- | ------------------------------------ | ---------------- | ------------------------------- | ---------------------------- |
|                  | Trottier (Stewart, Siebert) — 46 min | 0-1 1-1          | Conacher (Horner) — 16 min 58 s | Arbitrage : Mallinson Rodden |
| Walsh            | Gardiens                             | Chabot           |                                 | Arbitrage : Mallinson Rodden |
|                  |                                      |                  |                                 | Arbitrage : Mallinson Rodden |
|                  |                                      |                  |                                 | Arbitrage : Mallinson Rodden |

| 1er avril | Toronto | 3-2 (pr) (1-0, 0-1, 1-1, 1-0) | Montréal | Maple Leaf Gardens 14 500 spectateurs |

| Feuille de match | Feuille de match                                                  | Feuille de match    | Feuille de match                                       | Feuille de match             |
| ---------------- | ----------------------------------------------------------------- | ------------------- | ------------------------------------------------------ | ---------------------------- |
|                  | Horner — 3 min 21 s Day — 50 min 8 s Gracie (Blair) — 77 min 59 s | 1-0 1-1 1-2 2-2 3-2 | Ward (Northcott, Smith) — 37 min 27 s Day — 41 min 5 s | Arbitrage : Mallinson Rodden |
| Chabot           | Gardiens                                                          | Walsh               |                                                        | Arbitrage : Mallinson Rodden |
|                  |                                                                   |                     |                                                        | Arbitrage : Mallinson Rodden |
|                  |                                                                   |                     |                                                        | Arbitrage : Mallinson Rodden |

### Finale
Les maple Leafs remportent le 1er match 6-2 à New York puis le 2e 6-4 à Boston, le Madison Square Garden n'étant pas disponible en raison de la présence d'un cirque. Ils remportent ensuite le 3e match 6-4 à domicile pour s'adjuger la 3e Coupe Stanley de leur histoire.
| 5 avril | New York | 4-6 (1-1, 1-, 2-1) | Toronto | Madison Square Garden 17 000 spectateurs |

| Feuille de match | Feuille de match | Feuille de match                        | Feuille de match | Feuille de match               |
| ---------------- | --- | --------------------------------------- | --- | ------------------------------ |
|                  | Bu. Cook (Bi. Cook, Boucher) — 17 min 25 s Dillon (Murdoch) — 38 min 20 s Johnson — 43 min 35 s Bu. Cook (Boucher) — 46 min 30 s | 0-1 1-1 1-2 1-3 1-4 1-5 2-5 3-5 4-5 4-6 | Day (Cotton) — 4 min 25 s Jackson (Day) — 23 min 35 s Jackson (Horner) — 30 min 20 s Conacher — 30 min 50 s Jackson — 37 min 5 s Horner (Jackson) — 58 min 32 s | Arbitrage : Mallinson Cleghorn |
| Roach            | Gardiens | Chabot                                  | | Arbitrage : Mallinson Cleghorn |
|                  | |                                         | | Arbitrage : Mallinson Cleghorn |
|                  | |                                         | | Arbitrage : Mallinson Cleghorn |

| 7 avril | New York | 2-6 (1-0, 1-2, 0-4) | Toronto | Boston Garden 13 000 spectateurs |

| Feuille de match | Feuille de match                                      | Feuille de match                | Feuille de match | Feuille de match               |
| ---------------- | ----------------------------------------------------- | ------------------------------- | --- | ------------------------------ |
|                  | BU. Cook (Bi. Cook) — 3 min 53 s Brennan — 21 min 9 s | 1-0 2-0 2-1 2-2 2-3 2-4 2-5 2-6 | Jackson — 22 min 6 s Conacher — 28 min 58 s Clancy (Primeau) — 41 min 49 s Conacher (Jackson) — 49 min 56 s Clancy (Primeau) — 50 min 51 s Cotton (Primeau) — 57 min 10 s | Arbitrage : Cleghorn Mallinson |
| Roach            | Gardiens                                              | Chabot                          | | Arbitrage : Cleghorn Mallinson |
|                  |                                                       |                                 | | Arbitrage : Cleghorn Mallinson |
|                  |                                                       |                                 | | Arbitrage : Cleghorn Mallinson |

| 9 avril | Toronto | 6-4 (2-0, 1-1, 3-3) | New York | Maple Leaf Gardens 14 866 spectateurs |

| Feuille de match | Feuille de match | Feuille de match                        | Feuille de match | Feuille de match               |
| ---------------- | --- | --------------------------------------- | --- | ------------------------------ |
|                  | Blair (Clancy) — 5 min 39 s Blair (Gracie) — 6 min 11 s Jackson (Primeau, Conacher) — 30 min 57 s Finnigan (Day) — 48 min 56 s Bailey (Conacher, Day) — 55 min 7 s Gracie (Finnigan) — 57 min 36 s | 1-0 2-0 3-0 3-1 4-1 5-1 5-2 6-2 6-3 6-4 | Boucher (Heller) — 34 min 27 s Bi. Cook (Boucher) — 56 min 32 s Boucher (Bu. Cook) — 58 min 26 s Boucher — 59 min 26 s | Arbitrage : Cleghorn Mallinson |
| Chabot           | Gardiens | Roach                                   | | Arbitrage : Cleghorn Mallinson |
|                  | |                                         | | Arbitrage : Cleghorn Mallinson |
|                  | |                                         | | Arbitrage : Cleghorn Mallinson |

## Effectif vainqueur
La liste ci-dessous présente l'ensemble des joueurs ayant le droit de faire partie de l'effectif officiel champion de la Coupe Stanley.
- Gardien de but : Lorne Chabot ;
- Défenseurs : King Clancy, Red Horner, Alex Levinsky et Fred Robertson ;
- Ailiers : Ace Bailey, Charlie Conacher, Harold Cotton, Harold Darragh, Hap Day (capitaine), Frank Finnigan, Busher Jackson et Earl Miller ;
- Centres : Andy Blair, Bob Gracie et Joe Primeau.